# Karol Sidon
Karol Sidon (ur. 9 sierpnia 1942 w Pradze) – czeski rabin, dramaturg i pisarz. Od 1992 roku sprawuje urząd naczelnego rabina Pragi.

## Życiorys
Karol Sidon urodził i wychował się w Pradze. Jest synem czeskiej chrześcijanki i Żyda, Aleksandra Sidona, zamordowanego w Theresienstadt.
W 1960 rozpoczął studia na Wydziale Filmowym i Telewizyjnym Akademii Sztuk Scenicznych w Pradze. Do 1968 pracował jako producent dla Jiříego Trnki. W tym samym roku ukazała się pierwsza książka Sidona, Sen o mém otci (Sen o moim ojcu). W 1977 był sygnatariuszem Karty 77, rok później otrzymał nagrodę im. Jiříego Kolářa.
W 1983 wyemigrował do Niemiec Zachodnich, gdzie rozpoczął studia judaistyczne na Uniwersytecie Ruprechta i Karola w Heidelbergu. W latach 80. Karol Sidon, przyjmując hebrajskie imię Efraim, przeszedł konwersję na judaizm i wyjechał do Izraela, gdzie zdobył smichę rabinacką. Do Czech powrócił w 1992 roku, obejmując posadę naczelnego rabina Pragi.
Jest żonaty z Marcelą Třebicką. Ma dwoje dzieci, aktorów: Daniela Sidona i Magdalenę Sidon.

## Odznaczenia
W 2002 roku został odznaczony Orderem Tomáša Garrigue Masaryka III klasy.

## Twórczość
Powieści
- Sen o mém otci, 1968 (Sen o moim ojcu)
- Sen o mně, 1970 (Sen o mnie)
- Boží osten, 1975 (Żądło Boga)
- Brány mrazu, 1977 (Bramy mrozu)
- Dvě povídky o utopencích, 1988 (Dwie historie o topielcach)
- Gospel podle Josefa Flavia, 1974 (Ewangelia według Józefa Flawiusza)
- Pohádky ze čtyř šuplíčků, 1979 (Baśnie z czterech szuflad)

Dramaty
- Zákon, 1968 (Prawo)
- Labyrint. Cirkus podle Komenského, 1972 (Labirynt. Cyrk według Komeńskiego)
- Shapira, 1972
- Zpívej mi na cestu (Śpiewaj mi w podróży)
- Maringotka Zuzany Kočové (Karawana Zuzany Kocovej)